# Obrium costaricum
Obrium costaricum är en skalbaggsart som beskrevs av Hovore och Chemsak 1980. Obrium costaricum ingår i släktet Obrium och familjen långhorningar.
Artens utbredningsområde är Costa Rica. Inga underarter finns listade i Catalogue of Life.